# Scopula elwesi
Scopula elwesi là một loài bướm đêm trong họ Geometridae.